# 케닝그 목록

## 범례
| - OE - 고대 영어 - D - 덴마크어 | - G - 독일어 - Ic - 아이슬란드어 - N - 노르드어 - ON - 고대 노르드어 | - Nor - 노르웨이어 - S - 스웨덴어 |

## 목록
| 원관념          | 케닝그 풀이                   | 케닝그 원어                                                      | 해설 | 언어 | 출전                                                     |
| --------------- | ----------------------------- | ---------------------------------------------------------------- | --- | ---- | -------------------------------------------------------- |
| 도끼            | 피의 잉걸                     |                                                                  | | N    |                                                          |
| 전투            | 창의 소음                     |                                                                  | | N    | 〈시어법〉                                               |
| 피              | 살육의 이슬                   |                                                                  | | N    |                                                          |
| 피              | 전투의 땀                     |                                                                  | 영웅 베오울프가 그렌델의 어미와 혈투를 벌이면서 많은 “전투의 땀”을 흘렸다. | N    | 《베오울프》                                             |
| 피              | 상처의 바다                   | 스바라디 사르귀미르 (svarraði sárgymir)                          | | N    | 〈하콘이 말하기를〉                                      |
| 추장 또는 왕    | 반지 파괴자                   |                                                                  | 지배자가 금반지를 팔로 부수어 부하들에게 하사했던 것을 시사한다. | OE   | 《베오울프》                                             |
| 죽음            | 칼의 잠                       |                                                                  | | OE   | 《베오울프》                                             |
| 죽음            | 불꽃의 작별                   |                                                                  | 고결한 죽음이라는 뜻이 내포됨 | N    |                                                          |
| 불              | 나무의 독                     | 그란드 비다르 (grand viðar)                                      | | ON   | 〈시어법〉                                               |
| 아내            | 집안의 여자                   | 솔 후산나 (sól húsanna)                                          | | ON   | 〈시어법〉                                               |
| 황금            | 퓌리스벨리르의 씨앗           | 퓌리스발라 프레 (Fýrisvalla fræ)                                 | 흐롤프 크라키가 퓌리스벨리르에서 스웨덴 왕의 부하들의 주의를 따돌리기 위해 금을 뿌렸다 | N    | Lausavísa                                                |
| 황금            | 배암의 소굴                   |                                                                  | 큰 뱀(또는 드래곤)이 자기 둥지에 황금을 깔아놓고 지키고 있다 | N    | 〈시어법〉                                               |
| 황금            | 시프의 머리칼                 |                                                                  | 로키가 시프를 삭발했던 이야기에서 유래. 로키는 그 대신 드베르그 드발린을 시켜 금실로 만든, 진짜 머리칼처럼 자라는 가발을 만들어 주었다. | N    | 〈시어법〉                                               |
| 황금            | 크라키의 씨앗                 |                                                                  | 위의 “퓌리스벨리르의 씨앗”과 동일 | N    | 〈시어법〉                                               |
| 황금, 때로 호박 | 프레이야의 눈물               |                                                                  | 프레이야가 남편 오드를 찾지 못해 흘리는 눈물이 황금이고, 그 눈물이 떨어진 나무는 호박이 되었다. | N    |                                                          |
| 명예            | 마음의 가치                   | weorðmyndum                                                      | | OE   | 《베오울프》                                             |
| 갈고리          | 미끼 교수대                   |                                                                  | | Ic   | 《평평한 섬의 서》                                       |
| 적을 죽이다     | 독수리를 먹이다               |                                                                  | 죽인 적의 시체는 독수리 밥이 된다. | S    | 그립스홀름 룬스톤                                        |
| 로키            | 늑대의 아비                   |                                                                  | 로키가 펜리르를 낳은 것을 가리킨다 | N    | 〈로키의 말다툼〉                                        |
| 로키            | 바다줄기의 아비               |                                                                  | 로키가 세계뱀 요르문간드를 낳은 것을 가리킨다 | N    | 〈토르의 송가〉                                          |
| 겨우살이        | 발드르의 독                   |                                                                  | 겨우살이를 제외한 모든 동식물이 발드르를 해치지 않기로 맹세했는데, 로키가 호드를 이용해 겨우살이로 발드르를 죽였다. | N    |                                                          |
| 묠니르          | 흐룽그니르 살해자             |                                                                  | 요툰 흐룽그니르는 묠니르에 맞고 머리가 박살나 죽었다. | N    | 〈로키의 말다툼〉                                        |
| 오딘            | 교수대의 주님                 |                                                                  | 오딘은 지혜를 얻기 위해 지식의 나무에 9일 밤낮을 매달려 있었다. | N    |                                                          |
| 오딘            | 목매달린 신                   |                                                                  | 상동 | N    |                                                          |
| 시(詩)          | 그림니르의 입술흐름           |                                                                  | 그림니르는 오딘의 가명들 중 하나이다. | N    | 〈토르의 송가〉                                          |
| 도래까마귀      | 피의 백조                     |                                                                  | 까마귀는 전장의 시체들을 뜯어먹는다. | N    |                                                          |
| 바다            | 고래의 길                     | 흐론라드 (hron-rād)                                              | | N,OE | 《베오울프》                                             |
| 바다            | 돛의 길                       | 세글라드 (seġl-rād)                                              | | OE   | 《베오울프》                                             |
| 바다            | 고래의 진로                   | 흐웰웨그 (hwæl-weġ)                                              | | N,OE | 〈시페어러〉, 《베오울프》                               |
| 바다            | 백조의 길                     | 스완라드(swan-rād)                                               | | OE   | 《베오울프》                                             |
| 뱀              | 골짜기의 송어                 |                                                                  | | N    | 〈시어법〉                                               |
| 방패            | 검의 갑곶                     | 스베르다 네시 (sverða nesi)                                      | "네사"(nesa)에는 망신, 실패, 수치의 대상이 된다는 뜻과 관련이 있다. 즉 방패는 "검이 처음 때리는 돌출부"일 뿐 아니라 "검의 실패/수치"라는 뜻이다. 이렇게 케닝은 3중의 비유를 할 수도 있다. | N    | 〈글뤼므의 송가〉                                        |
| 선박            | 파도-새끼                     | 운스빈 (unnsvín)                                                 | | N    |                                                          |
| 선박            | 바다의 말                     | 걀프마르 (gjálfr-marr)                                           | | N    | 〈헤르보르의 서사시〉, 〈시어법〉                        |
| 하늘            | 위미르의 해골                 | 위미스 하우스 (Ymis haus)                                        | | N    | Magnúsdrápa                                              |
| 태양            | 하늘의 양초                   | 헤오폰칸델 (heofon-candel)                                       | | OE   | 출애굽기                                                 |
| 태양            | 하늘의 보석                   | 헤오포네스 김 (heofones ġim)                                     | | OE   | The Phoenix 183                                          |
| 태양            | 엘프의 영광                   | 알프 로둘 (álf rǫðull)                                           | 알프로둘이란 곧 "요정의 영광"이라는 뜻이며, 이는 태양의 여신 솔의 태양마차와 솔 본인을 의미하기도 한다. | N    | 〈스키르니르가 말하기를〉, 〈바프스루드니르가 말하기를〉 |
| 도검            | 피의 벌레                     |                                                                  | | N    |                                                          |
| 도검            | 피의 고드름                   |                                                                  | | N    |                                                          |
| 도검            | 상처의 괭이                   | 벤그레필 (ben-grefill)                                           | | N    | 〈머리의 몸값〉                                          |
| 도검            | 전쟁의 양파                   | 이문라우크 (ímun-laukr)                                          | 또는 전쟁의 대파 | N    | Lausavísa                                                |
| 토르            | 거인 살육자, 트롤을 뭉개는 자 | 펠리 표르네트스 고다 플룽스탈라 (felli fjǫrnets goða flugstalla) | "펠리 표르네트스 고다 플룽스칼라"는 복합적인 케닝그이다. 문자 그대로 해석하면 "비행의 모서리의 신들의 생명그물의 벌채자"라는 뜻인데, "생명그물"(표르네트스)이란 노른들이 잣고 있는 생명과 운명의 실을 말하고, "비행의 모서리"(플룽스탈라)는 수리와 매가 살고 있는 높고 위험한 곳, 곧 요툰헤임의 얼음 덮인 산맥을 말한다. | N    | 〈토르의 송가〉                                          |
| 전쟁            | 무기의 날씨                   |                                                                  | | N    | 〈시어법〉                                               |
| 전사            | 까마귀를 먹이는 자            | 그렌니르 군마스 (grennir gunn-más)                               | "군마스"란 "전쟁-갈매기"로 곧 도래까마귀를 의미한다. "전사"들이 싸워 시체가 남으면 까마귀가 그것을 뜯어먹는다. | N    | 〈글뤼므의 송가〉                                        |
| 전사            | 독수리의 배고픔을 파괴하는 자 | 에위덴드 아르나르 훙그르스 (eyðendr arnar hungrs)                | 상동. 까마귀가 독수리로 바뀌었을 뿐이다. | N    | Erlingsdrápa                                             |
| 파도            | 에기르의 딸들                 |                                                                  | 바다의 신 에기르에게는 아홉 명의 딸이 있는데 그들 각각이 여러 종류의 파도의 의인화이다. | N    |                                                          |
| 바람            | 나무의 쇄파                   |                                                                  | | N    |                                                          |
| 늑대            | 군느의 말                     |                                                                  | 군느는 발키리이다 | S    | Rök Stone                                                |
| 손목            | 늑대관절                      | 울플리드 (úlfliðr)                                               | 티르가 펜리르를 포박할 때 물려서 손모가지가 날아간 것을 말한다. | Ic   | 〈길피의 속임수〉                                        |